# Ivar Nørgaard
Ivar Nørgaard (ur. 26 lipca 1922 w Kongens Lyngby, zm. 3 listopada 2011 w Bagsværd w gminie Gladsaxe) – duński polityk, nauczyciel i dziennikarz, parlamentarzysta krajowy i europejski, w latach 1965–1968, 1971–1982 minister w różnych resortach.

## Życiorys
Syn Ingvara Nørgaarda, robotnika i działacza socjaldemokratycznego, oraz Olgi Nikoline Persson. W 1947 ukończył politologię na Uniwersytecie Kopenhaskim. Krótko pracował jako celnik, następnie od 1948 do 1955 zatrudniony jako sekretarz Arbejderbevægelsens Erhvervsråd, organizacji badawczo-lobbingowej związanej z centralą związkową LO. Pracował także jako nauczyciel i wykładowca kursów, od 1955 do 1961 był dyrektorem szkoły w Esbjergu. Od 1961 redaktor w dzienniku „Aktuelt”, gdzie kierował działem informacji, a od 1964 był redaktorem naczelnym. W latach 1964–1965 dyrektor AOF, federacji szkół powiązanych z socjaldemokratycznym ruchem związkowym. Autor kilku publikacji na tematy ekonomiczne i środowiskowe.
Podczas nauki działał w socjaldemokratycznej organizacji studenckiej Frit Forum i młodzieżówce Danmarks Socialdemokratiske Ungdom, wstąpił do Socialdemokraterne. Nieprzerwanie od 1966 do 1994 zasiadał w Folketingecie. Od grudnia 1973 do lutego 1975 należał do Parlamentu Europejskiego, w którym od 1974 do 1975 był wiceprzewodniczącym. W latach 1985–1991 oddelegowany do Zgromadzenia Parlamentarnego Rady Europy, gdzie kierował duńską delegacją.
Pomiędzy 1965 a 1982 zasiadał w siedmiu kolejnych rządach kierowanych przez Jensa Otto Kraga i Ankera Jørgensena. Zajmował stanowiska ministra ekonomii (sierpień 1965–luty 1968), rynku europejskiego (październik 1967–luty 1968, październik 1971–luty 1975), spraw zagranicznych oraz nordyckich (październik 1971–luty 1977), handlu (luty 1977–sierpień 1978), środowiska (październik 1978–luty 1980) oraz ponownie minister ekonomii (październik 1979–wrzesień 1982). Podczas kierowania resortem dyplomacji Dania sprawowała prezydencję w Rady Unii Europejskiej w drugiej połowie 1973 roku. Jako szef tego resortu kierował od strony duńskiej negocjacjami akcesyjnymi do Wspólnoty Europejskiej.

## Życie prywatne
Od 1947 był żonaty z Inge Gothenborg. W 1974, dwa lata po śmierci poprzedniej żony, poślubił Sonję Saaskin.